# Element 1. periode
Element 1. periode je eden izmed kemijskih elementov v prvi vrstici (ali periodi) periodnega sistema. Tabela periodnega sistema ima vrstice, ki predstavljajo periode. Položaj elementa v periodnem sistemu je povezan z razporeditvijo elektronov po lupinah, podlupinah in orbitalah. Perioda periodnega sistema, v kateri je element, se ujema s številom lupin, ki jih zasedajo njegovi elektroni. Od leve proti desni se vsakemu naslednjemu elementu poveča število elektronov za ena. Zato se elementi v isti periodi razlikujejo po lastnostih. Vsaka perida se začne z alkalijskim elementom, ki ima en valenčni elektron, in se konča z žlahtnim plinom.
Prva perioda vsebuje manj elementov kot katera koli druga perioda v tabeli. Vsebuje dva elementa: vodik in helij. V prvi lupini, ki vsebuje le eno orbitalo, imenovano 1s orbitala sta lahko prisotna največ dva elektrona (vodik en elektron, helij dva elektrona). Zato ima prva perioda prisotna le dva elementa. Elementi 1. periode spoštujejo pravilo dueta.
Vodik in helij sta najstarejša in najbolj razširjena elementa v vesolju.

## Elementi
| Kemični element | Kemični element | Kemični element | Blok   | Elektronska konfiguracija |
| --------------- | --------------- | --------------- | ------ | ------------------------- |
| 1.              | H               | Vodik           | blok s | 1s1                       |
| 2.              | He              | Helij           | blok s | 1s2                       |